# Janaira platyoura
Janaira platyoura is een pissebed uit de familie Janiridae. De wetenschappelijke naam van de soort is voor het eerst geldig gepubliceerd in 2010 door Doti & Wilson.